# نماد درصد
نماد درصد (%) نمادی است که برای بیان درصد به کار می‌رود و با یونی‌کد U+0025 نشان می‌دهند.
نمادهای مشابه نماد یک در هزار ‰ (یونی‌کد: U+2030)و یک در ده‌هزار ‱ (یونی‌کد: U+2031است.
کد ۱۲۹۸۴۰۴۹۹۹

## نمادهای قدیمی

"%" در قرن پانزدم
"%" در قرن هفدهم
"%" در اوایل قرن هجدهم